# عباس پاپی‌زاده
عباس پاپی‌زاده (زاده ۱۳۵۹ الیگودرز) سیاستمدار ایرانی و نمایندهٔ دوره‌های نهم، دهم و دوازدهم مجلس شورای اسلامی است. او رئیس پیشین سازمان امور عشایر ایران و سخنگوی پیشین کمیسیون کشاورزی، آب و منابع طبیعی مجلس شورای اسلامی از حوزهٔ انتخابیهٔ دزفول در استان خوزستان بوده‌است‌.
پاپی‌زاده در یازدهمین دوره انتخابات مجلس شورای اسلامی ایران با وجود یکصد هزار رأی از تصدی نمایندگی مجلس بازماند و بدین ترتیب ورود وی برای سومین بار به مجلس شورای اسلامی ناموفق بود و آقای سید احمد آوایی نماینده سابق دزفول با اختلاف کم پیروز انتخابات شد.
پاپی‌زاده پس از آن به سمت رئیس سازمان امور عشایر ایران منصوب شد و در انتخابات مجلس در ۱۱ اسفند ۱۴۰۲ با کسب ۶۶۵۰۰ رأی به عنوان نماینده دزفول به مجلس راه یافت.